# Eric Bogosian
Eric Bogosian (orm. Էրիկ Բոգոսյան; ur. 24 kwietnia 1953 w Bostonie) – amerykański aktor, dramaturg i pisarz pochodzenia ormiańskiego.
W Polsce znany jest przede wszystkim jako autor monodramów, w których występuje Bronisław Wrocławski, a reżyserem jest Jacek Orłowski.

## Życiorys

### Wczesne lata
Urodził się w Bostonie w Massachusetts w rodzinie pochodzenia ormiańskiego jako syn Edwiny (z domu Jamgochian), fryzjerki / instruktorki, i Henry’ego Bogosiana, księgowego. Wczesne dzieciństwo spędził w Watertown w Massachusetts, gdzie mieszka duża społeczność armeńsko-amerykańska, w skład której weszli jego dziadkowie, którzy przeżyli ludobójstwo Ormian. W 1960 wraz z rodziną przeprowadził się do pobliskiego Woburn. Uczęszczał do Woburn Memorial High School, gdzie zainteresował się teatrem. W 1976 ukończył Oberlin College w Oberlin w Ohio. W latach 1971–1973 studiował na Uniwersytecie Chicagowskim.  
10 października 1980 ożenił się z Jo Anne Bonney, z którą ma dwóch synów, Harry’ego Wolfa i Travisa.

### Kariera
W Nowym Jorku został zatrudniony przez dom kultury The Kitchen na Manhattanie jako asystent, opracował tam program taneczny współpracując z New York City Ballet i po pięciu latach wyjechał, aby poświęcić się pracy teatralnej. Między 1976 a 1982 napisał, wyreżyserował i zagrał w ponad szesnastu przedstawieniach na Off-Broadwayu. Zdobył trzy nagrody Obie Award - dwie za sztuki Drinking in America (Pijąc w Ameryce, 1986) i Pounding Nails in the Floor (Czołem wbijając gwoździe w podłogę, 1994) oraz za cytat specjalny w Sex, Drugs, Rock & Roll (1990), a także odebrał Drama Desk Award za znakomity pokaz jednoosobowy w Drinking in America (1986) na Broadwayu.
W 1988 jego sztuka Rozmowy radiowe (Talk Radio) została zekranizowana przez Olivera Stone’a, Bogosian za ten tekst otrzymał nagrodę Pulitzera w dziedzinie dramatu, a za występ filmowy jako DJ Barry Champlain i scenariusz zdobył Srebrnego Niedźwiedzia na festiwalu w Berlinie oraz nagrodę krytyków filmowych w Chicago dla najbardziej obiecującego aktora. W 1996 jego sztukę Na przedmieściach (SubUrbia) na kinowy ekran przeniósł Richard Linklater. Z kolei adaptacji filmowej Seks, prochy i rock&roll (Sex, Drugs, Rock & Roll, 1991) dokonał John McNaughton. Bogosian zagrał w filmach takich jak Liberator 2 (1995) ze Stevenem Seagalem czy Wonderland (2003) u boku Vala Kilmera w roli aktora porno Johna Holmesa. Współpracował z takimi reżyserami jak Woody Allen, Robert Altman, Taylor Hackford, Atom Egoyan i Agnieszka Holland. Można go było także dostrzec na małym ekranie w serialach telewizyjnych, w tym Hoży doktorzy (2003) jako terapeuta doktora Perry’ego Coxa (John C. McGinley) czy Prawo i porządek: Zbrodniczy zamiar (2006–2010) w roli kapitana Danny’ego Rossa.

## Adaptacje sztuk Bogosiana na polskich scenach
W Polsce sztuki Bogosiana w przekładach Sławomira Michała Chwastowskiego zrealizował reżyser Jacek Orłowski z aktorem Bronisławem Wrocławskim, w tym Talk Radio (1999) w warszawskim Teatrze Studio im. Stanisława Ignacego Witkiewicza z Włodzimierzem Pressem, Jackiem Poniedziałkiem, Andrzejem Mastalerzem i Rafałem Maćkowiakiem oraz monodramy - Czołem wbijając gwoździe w podłogę (2000) i Obudź się i poczuj smak kawy (2003). Z kolei Zwierzenia pornogwiazdy (2004) z muzyką Eminema wyreżyserował sam tłumacz Sławomir Michał Chwastowski w Teatrze Ludowym w Krakowie z Tomaszem Schimscheinerem, a rok później (2005) w Teatrze Wierszalin powstał monodram w reż. Piotra Tomaszuka z Rafałem Gąsowskim w roli Rafała Gaczuka.
17 maja 2004 Bogosian wystąpił w przeglądzie swoich sztuk w Teatrze im. Jaracza w Łodzi w składance pod przewrotnym tytułem The Worst of Eric Bogosian.

## Filmografia
Filmy
| Rok  | Tytuł                                                                  | Rola | Reżyser                   |
| ---- | ---------------------------------------------------------------------- | --- | ------------------------- |
| 1983 | Zrodzone w płomieniach (Born in Flames)                                | techniczny CBS                                                                                                | Lizzie Borden             |
| 1984 | Efekty specjalne (Special Effects)                                     | Christopher Neville                                                                                           | Larry Cohen               |
| 1985 | Substancja (The Stuff)                                                 | pracownik supermarketu                                                                                        | Larry Cohen               |
| 1988 | Rozmowy radiowe (Talk Radio)                                           | DJ Barry Champlain                                                                                            | Oliver Stone              |
| 1989 | Suffering Bastards                                                     | Pan Leech | Bernard McWilliams        |
| 1991 | Seks, prochy i rock&roll (Sex, Drugs, Rock & Roll, dokumentalny)       | w roli samego siebie                                                                                          | John McNaughton           |
| 1993 | Złodziej z Bagdadu (The Thief and the Cobbler)                         | sęp Fido (głos)                                                                                               | Richard Williams          |
| 1994 | Diabelskie polowanie (Witch Hunt)                                      | senator Larson Crockett                                                                                       | Joseph Dougherty          |
| 1995 | Dolores (Dolores Claiborne)                                            | Peter | Taylor Hackford           |
| 1995 | Liberator 2 (Under Siege 2: Dark Territory)                            | Travis Dane                                                                                                   | Geoff Murphy              |
| 1996 | Beavis i Butt-head zaliczają Amerykę                                   | stary wierny strażnik / sekretarz prasowy Białego Domu / porucznik strategicznego dowództwa lotniczego (głos) | Mike Judge                |
| 1997 | Morderczyni (Office Killer)                                            | Peter Douglas                                                                                                 | Cindy Sherman             |
| 1997 | Przejrzeć Harry’ego (Deconstructing Harry)                             | Burt, szwagier Harry’ego                                                                                      | Woody Allen               |
| 1998 | Sejfmeni (Safe Men)                                                    | Edward Templeton, Sr. (głos)                                                                                  | John Hamburg              |
| 1998 | Wojna kłamstw (A Bright Shining Lie)                                   | Doug Elders                                                                                                   | Terry George              |
| 2000 | Plotka (Gossip)                                                        | profesor Goodwin                                                                                              | Davis Guggenheim          |
| 2000 | In the Weeds                                                           | Simon | Michael Rauch             |
| 2002 | Ucieczka od życia (Igby Goes Down)                                     | Pan Miły Facet                                                                                                | Burr Steers               |
| 2002 | Ararat                                                                 | Rouben | Atom Egoyan               |
| 2003 | Aniołki Charliego: Zawrotna szybkość (Charlie’s Angels: Full Throttle) | Alan Caulfield                                                                                                | McG                       |
| 2003 | Wonderland                                                             | Eddie Nash | James Cox                 |
| 2004 | Król narożnika (King of the Corner)                                    | Rabbi Evelyn Fink                                                                                             | Peter Riegert             |
| 2004 | Blade: Mroczna trójca (Blade: Trinity)                                 | Bentley Tittle                                                                                                | David S. Goyer            |
| 2005 | Co jest grane (Heights)                                                | Henry | Chris Terrio              |
| 2008 | Cadillac Records                                                       | Alan Freed | Darnell Martin            |
| 2014 | Do ciebie, Filipie (Listen Up Philip)                                  | narrator (głos)                                                                                               | Alex Ross Perry           |
| 2017 | Zbuntowany w zbożu (Rebel in the Rye)                                  | Harold Ross                                                                                                   | Danny Strong              |
| 2019 | Nieoszlifowane diamenty (Uncut Gems)                                   | Arno | Josh Safdie, Benny Safdie |
| 2023 | Gad (Reptile)                                                          | kapitan Robert Allen                                                                                          | Grant Singer              |

Seriale
| Rok       | Tytuł                                      | Rola                      | Uwagi                                       |
| --------- | ------------------------------------------ | ------------------------- | ------------------------------------------- |
| 1985      | Policjanci z Miami                         | Zeke                      | odc.: „Milk Run”                            |
| 1985      | Opowieści z ciemnej strony                 | Junkie                    | odc.: „The Tear Collector”                  |
| 1985      | Strefa mroku (The Twilight Zone)           | Jackie Thompson           | odc.: „Healer”                              |
| 1986      | Reading Rainbow (Czytanie tęczy)           | Conan Bibliotekarz (głos) | odc.: „Alistair in Outer Space”             |
| 1986      | Crime Story                                | Dee                       | 2 odcinki                                   |
| 1992–1993 | Prawo i porządek                           | Gary Lowenthal            | 2 odcinki                                   |
| 1993      | The Larry Sanders Show                     | Stan Paxton               | odc.: „Larry's Partner”                     |
| 2000      | Witamy w Nowym Jorku (Welcome to New York) | Robby                     | odc.: „The Crier”                           |
| 2001      | Brygada ratunkowa                          | porucznik Lewis           | odc.: „The Self-Importance of Being Carlos” |
| 2003      | Hoży doktorzy                              | dr Gross                  | odc.: „His Story”                           |
| 2006–2010 | Prawo i porządek: Zbrodniczy zamiar        | kapitan Danny Ross        | 61 odcinków                                 |
| 2003      | Hoży doktorzy                              | dr Gross                  | odc.: „His Story”                           |
| 2006      | Love Monkey                                | Phil Leshing              | 5 odcinków                                  |
| 2014      | Żona idealna                               | Nelson Dubeck             | 3 odcinki                                   |
| 2015      | Elementary                                 | Collin Eisely             | odc.: „A Stitch in Time”                    |
| 2016–2017 | The Get Down                               | Roy Asheton               | 7 odcinków                                  |
| 2017–2018 | Billions                                   | Lawrence Boyd             | 10 odcinków                                 |
| 2018–2019 | Sukcesja                                   | Gil Eavis                 | 7 odcinków                                  |
| 2022-     | Wywiad z wampirem                          | Daniel Molloy             | 16 odcinków                                 |

## Twórczość dramaturgiczna
- Men in Dark Times (Człowiek w mrocznych czasach)
- Scenes from the New World (Sceny z nowego świata)
- Sheer Heaven (Czyste niebo, 1980)
- Men Inside (Ludzkie wnętrze, 1981)
- The New World (Nowy świat, 1981)
- FunHouse (Dom śmiechu, 1983)
- Drinking in America (Pijąc w Ameryce, 1986)
- Talk Radio (Rozmowy radiowe, 1987)
- Sex, Drugs, Rock & Roll (Seks, prochy i rock&roll, 1990)
- Notes from the Underground (1993)
- Pounding Nails in the Floor with My Forehead (Czołem wbijając gwoździe w podłogę, 1994)
- SubUrbia (Na przedmieściach, 1994)
- Griller (1998)
- Mall (2000)
- Wake Up and Smell the Coffee (Obudź się i poczuj smak kawy, 2000)
- Humpty Dumpty (2004)
- Non-profit Benefit (Korzyść bez korzyści)
- Red Angel (Czerwony anioł)
- Wasted Beauty (2005)
- Zwierzenia pornogwiazdy